# روشنفکر (مجله)
روشنفکر مجله‌ای بود که از سال ۱۳۳۲ تا ۱۳۵۱ در ایران منتشر می‌شد.